# Borboroides dayi
Borboroides dayi är en tvåvingeart som beskrevs av Mcalpine 2007. Borboroides dayi ingår i släktet Borboroides och familjen myllflugor. Inga underarter finns listade i Catalogue of Life.